# Pülümür Çayı
Der Pülümür Çayı (auch Harçîk Çayı) ist ein linker Nebenfluss des Munzur Çayı in der osttürkischen Provinz Tunceli.
Der Pülümür Çayı entspringt westlich des Kreisverwaltungszentrums Pülümür an den Hängen der Avcı-Berge im Munzur-Gebirge. Das Flusstal ist anfangs steil und eng.
Der Fluss passiert im Oberlauf den Ort Pülümür und fließt anschließend über eine Strecke von 65 km in südwestlicher Richtung durch das Bergland.
Der Pülümür Çayı trifft schließlich bei der Provinzhauptstadt Tunceli auf den von Nordwesten heranströmenden Munzur Çayı.
Der Pülümür Çayı hat eine Länge von 69 km. Bisher ist der Fluss von Talsperren und Stauanlagen verschont geblieben.
Die Fernstraße D885, eine wichtige Straßenverbindung zwischen dem im Karasu-Tal gelegenen Erzincan und Tunceli, verläuft im Tal des Pülümür Çayı.
Der Pülümür Çayı wird von Schmelzwasser und zahlreichen Zuflüssen genährt und führt daher viel Wasser.